# 苫田温泉
苫田温泉（とまだおんせん）は、岡山県岡山市北区栢谷にある温泉地である。

## 概要
岡山市街地の北方、車でわずか15分のところに位置し、岡山インターチェンジや岡山空港からも近い好立地に所在する。苫田山南側の谷間にあたり、恵まれた自然の中に2軒の温泉旅館が存在していたが、旅館としてはすべて閉館しており旅館設備を活用したデイサービス施設が残る。苫田川はサクラの名所として知られ、シーズンに賑わいを見せる。岡山城や後楽園など市街地観光にも適しており、行楽拠点としても機能していた。
古くからいで湯として存在し、古代吉備国が存在した2000年ほど前にまで遡るとも伝えられる。
旅館の中の売店以外で一番近い買い物できる店は、旧国道53号線沿いの温泉入り口を示す門の隣のファミリーマートである。

## 泉質
- 放射能泉　22℃

## 主要施設
- 乃利武（2013年11月29日 自己破産により閉館[1]）
- いやしの宿 泉水（2021年閉館）
- 苫田温泉 泉水デイサービス（2023年7月3日 閉館した泉水の施設を活用しデイサービスを開始[2]）

## アクセス
鉄道
JR西日本・岡山駅から下車し、岡電バスと中鉄バスとの共同運行の運転免許センター行きに乗る。
自動車
山陽自動車道岡山IC下車約6分